# Louis de Praet
Pour les articles homonymes, voir Praet.
Louis de Praet (Bruges, 1488 - Bruges, 7 octobre 1555) est un diplomate et un homme d'État au service de Charles Quint.

## Biographie
Il est issu d'une double filiation illégitime, par son père Louis de Male des comtes de Flandres, et par sa mère de Philippe Le Bon. Il effectue ses études dans la communauté religieuse des Frères de la vie commune et à l'université de Louvain.
Seigneur de Praet, grand bailli de Gand (1515-1522), puis de Bruges (1523-1549), il est ambassadeur de Charles-Quint dans des circonstances difficiles en Angleterre (1522-1525), où il dut quitter le pays après un conflit avec le lord chancelier Thomas Wolsey, puis en France (1525-1526).
En Angleterre, il fit la connaissance de Jean Louis Vivès, qui lui dédia son livre de 1523 De Consultatione. Louis de Praet a également été l'inspirateur de De subventione pauperum ("Sur l'aide aux pauvres"), et pour cela a été honoré par Vives comme suit:
"De plus, pendant longtemps en Angleterre, j'ai été chargé de le faire par Lord Praet, votre grand bailli."
Il est aussi conseiller d'État (1536-1555, membre permanent à partir de 1540).
Comme envoyé de l'empereur à Rome en juillet 1529, où il retrouve son ambassadeur, Miguel Mai, il joue un rôle déterminant pour préparer les cérémonies du couronnement de Charles-Quint à Bologne par le pape Clément VII. Il met à profit cette mission pour rallier à la cause de Charles-Quint les membres du Sacré collège, auxquels il rend visite les uns après les autres.
Sa fidélité sera récompensée par la remise du collier de la Toison d'or en 1531. Il revient alors aux Pays-Bas s'installe dans le nord, où il sera stathouder (gouverneur général) des provinces de Hollande, de Zélande et d'Utrecht de 1544 à 1546 (ou 1547).
Il est chef du Conseil des Finances de 1540 à 1555.
En 1516, il épousa Josine de Praet, fille et héritière de Charles de Praet. Ils eurent un fils, Jean II, qui mourut sans progéniture avant son père en 1545. 
Il est enterré en 1555 dans un majestueux mausolée à Aalter.

## Source
- (en) Cet article est partiellement ou en totalité issu de l’article de Wikipédia en anglais intitulé « Louis de Praet » (voir la liste des auteurs).

## Armoiries
| Blason | Blasonnement : D'or, au lion de sable, armé et lampassé de gueules, chargé d'une billette d'argent sur l'épaule. |